# 博克西倫 (馬里蘭州)
博克西倫（英語：Boxiron）是位於美國馬里蘭州烏斯特縣的一個非建制地區。

## 地理
博克西倫所處的海拔為高於海平面5米（即16英呎），而該地所採用的時區為UTC-5，即北美东部時區（EST）。同時該地設有夏令時間，為UTC-5調快一小時，即UTC-4（EDT）。